# Nestelpen
Een nestelpen is een pen die aan nestels bevestigd zit. Nestelpennen worden ook wel nagels genoemd. Het oude gezegde; je hebt me vernageld komt hiervandaan, wat ook wel betekent; je hebt me voor de gek gehouden.
Als in vroegere tijden een leger zich terugtrok liet het vaak de kanonnen staan. Wat de soldaten dan deden was een nagel van hun koord trekken en deze in het zundgat van het kanon slaan, waardoor het geschut onbruikbaar was gemaakt. Ook bij paarden werd dit wel gedaan: dan werd een nagel door de hoef van het paard geslagen, in het vlees, en was het paard kreupel.